# Hoplacephala insularis
Hoplacephala insularis är en tvåvingeart som beskrevs av Yu. G. Verves 1980. Hoplacephala insularis ingår i släktet Hoplacephala och familjen köttflugor.
Artens utbredningsområde är Filippinerna. Inga underarter finns listade i Catalogue of Life.